# Пандия
Панди́я, или Панде́йя (др.-греч. Πανδία, Πανδεία) — в греческой мифологии богиня полуденного солнца.

## Мифология
Согласно легенде, богиня Пандия была дочерью бога Зевса и богини Селены, которая у древних греков являлась олицетворением Луны. В переводе её имя (Пандия, или Пандейя) означает «полная яркость» или «ярчайшая» В «Гомеровских гимнах» сообщается, что она появилась на свет в результате любовного союза сына Кроноса (Зевса) и Селены и что богиня Луны родила дочь, которая своим прекрасным видом выделялась среди других бессмертных богов:

«С нею когда-то сопрягся Кронион любовью и ложем.

Затяжелевши, ему родила она деву Пандию,

Между бессмертными всеми отличную видом прекрасным».

Гомеровские гимны. XXXII. К Селене // Пер. В. В. Вересаева
Афинские традиции, возможно, сделали Пандию женой сына Геракла Антиоха, в честь которого была названа фила Антиохиды — одна из родовых общин древней Аттики.
По одной из версий, первоначально имя Пандия являлось лишь эпитетом Селены, но, по крайней мере, ко времени появления «Гомеровских гимнов», которые были созданы позднее, стала дочерью Зевса и Селены. Согласно предположению, богиня Пандия олицетворяла не только полуденное солнце, но также и полную луну, так как афинский фестиваль, называвшийся Пандией и проводившийся, вероятно, в честь бога Зевса, отмечался, по мнению некоторых исследователей, в полнолуние и потому, возможно, был связан с ней.

## Астрономия
В честь Пандии назван один из спутников Юпитера.